# 양을산
양을산(다른 이름 : 비녀산, 잠계산)은 전라남도 목포시 용해동에 있는 산으로써 시가지의 북쪽에 위치하고 있다.  산의 높이는 151m이다. 남북으로 2km가 넘게 뻗어 있다. 꼭대기에는 KT 목포지점 송신탑이 있고, 목포과학대학 방향으로 좀 떨어진 거리에 KBS 전파탑이 자리한다.

## 유래
정상이 유난히도 일자형(一字形)이다 보니 흡사 비녀(簪)형상(形象)이고 산기슭에 있는 바위가 여인네의 비녀쪽지를 닮았다고 하여 비녀산으로 불려왔다, 현재의 양을산이라는 이름은 등산 및 산책을 하는 시민들이 산 밑자락 양을촌을 시발점으로 하여 올랐다고 하여 양을산이라고 불렸다.— 《목포문화원 향토사원구소 자료 "목포의 땅이름" 편》, 《목포문화사랑 향토지명편 "보배로운 비녀산" 편》

임진왜란 당시 이순신(李舜臣, 1545~1598) 장군이 군량 창고로 노적을 두고 밤에도 불을 켜서 이곳을 지키고 있어, 멀리서 보면 이 산에서 태양이 떠오르고 있는 것처럼 보였다 하여 양을산이라 불렀다.— 한국지명유래집 전라 · 제주편, 2010, 국토지리정보원

## KT 송신탑
1961~1972년 제주도로 무선송신을 보내던 탑이 있어 당시부터 이미 도로정비가 된 상태다.

## 주요 등산로
- 둘레길은 없고, 능선길과 능선길에서 옆으로 난 우회길이다.
- 실내체육관, 금호장례식장, 실내수영장, 목포보훈지청, 제1수원지, 용해동주민센터, 성신고등학교, 목포 항도여자 중학교,빛과소금교회, 청산푸른아파트, 상동초등학교, 아스팔트포장도로(자동차로 정상 KT송신탑 올라가는 길), 목포대학교 용해캠퍼스, 목포과학대학, 상동현대아파트, 한국농어촌공사 영산강사업단
- 체육공원 : 실내체육관, 아스팔트 포장도로 중턱(목포대학교 용해캠퍼스 갈림길)

## 공원
2005년부터 공원시설 배치를 위해 도시자연공연을 조성하기 시작했으며 등산로 곳곳에 운동시설, 쉼터가 있다. 2007년에는 꼭대기인 KT 전송탑 옆에 '양을루'라는 정자가 세워졌다. 체육공원 확충과 등산로 조성을 위해 식목일에 시에서 해송과 단풍나무, 왕벚나무를 심었다. 2012년에는 늘 푸른 숲속의 도시로 가꾸어 나가기 위해 양을산 동북사면의 편백나무 집단 조림지와 제1수원지 주변 친수공간 16ha에 20억원을 들여 산림욕장을 조성한다.

## 참고
1. ↑  한국지명유래집 전라 · 제주편, 2010, 국토지리정보원
2. ↑  양을산
3. ↑  제61회 식목일행사 추진
4. ↑  연합뉴스 2005-02-10 "목포시, '양을 도시자연공원' 조성"
5. ↑  목포 양을산 편백나무 숲에 산림욕장 조성